# Glentana
Glentana è una località costiera sudafricana situata nella municipalità distrettuale di Eden nella provincia del Capo Occidentale.

## Geografia fisica
Il piccolo centro abitato sorge a circa 17 chilometri a sud-ovest della città di George.

## Storia
Il centro abitato nacque agli inizi del XX secolo, quando delle prime abitazioni sorsero nell'area.